# Åke Forsman
Åke Forsman (ur. 21 listopada 1923 w Tenholi, zm. 22 października 1995) – fiński piłkarz szwedzkiego pochodzenia występujący na pozycji napastnika, reprezentant Finlandii w latach 1947–1948.

## Kariera klubowa
W latach 1945–1950 występował w HIFK Fotboll, dla którego rozegrał w Mestaruussarji 59 spotkań i zdobył 33 bramki. W sezonie 1947 wywalczył mistrzostwo Finlandii.

## Kariera reprezentacyjna
7 września 1947 zadebiutował w reprezentacji Finlandii w zremisowanym 3:3 meczu przeciwko Norwegii w ramach Mistrzostw Nordyckich. 10 dni później w towarzyskim spotkaniu z Polską (1:4) strzelił swoją jedyną bramkę dla drużyny narodowej. Ogółem w latach 1947–1948 zaliczył w reprezentacji 4 występy i zdobył 1 gola.

### Bramki w reprezentacji
| LP | Data             | Miejsce                      | Przeciwnik | Bramka | Rezultat | Ranga meczu     |
| -- | ---------------- | ---------------------------- | ---------- | ------ | -------- | --------------- |
| 4. | 17 września 1947 | Stadion Olimpijski, Helsinki | Polska     | 1:0    | 1:4      | Mecz towarzyski |

## Sukcesy
HIFK Fotboll
- mistrzostwo Finlandii: 1947